# Joseph Patrick Kennedy III
Joseph Patrick (Joe) Kennedy III (Boston, Massachusetts, 4 oktober 1980) is een Amerikaans democratisch politicus. Hij is de zoon van Joseph Patrick Kennedy II en kleinzoon van de in 1968 vermoorde Amerikaanse presidentskandidaat Robert F. Kennedy. Hij is de tweelingbroer van Matthew.
Hij studeerde voor industrieel ingenieur en rechten aan de Stanford-universiteit en de Harvard Law School. Van 2004 tot 2006 was hij lid van het Amerikaanse Peace Corps in de Dominicaanse Republiek. Een organisatie die in 1961 werd opgericht op initiatief van zijn grootoom John F. Kennedy, de toenmalige president van de VS. Van 2009 tot 2011 was Joseph Patrick Kennedy III openbaar aanklager. In 2012 nam hij ontslag omwille van zijn politieke vooruitzichten.
In november 2012 werd Joseph Patrick Kennedy III verkozen voor het Huis van Afgevaardigden voor de staat Massachusetts. Hij volgde er de democraat Barney Frank op, die er zetelde sinds 1981.
Tijdens de Democratische voorverkiezingen in 2020 koos hij ervoor zich niet opnieuw verkiesbaar te stellen voor het Huis van Afgevaardigden, maar om zittend senator Ed Markey uit te dagen voor de senaatsverkiezing. Hij verloor de voorverkiezing met 44,5% van de stemmen tegenover 55%. Het was de eerste keer dat een lid van de Familie Kennedy een verkiezing verloor in de staat Massachusetts.
In december 2022 stelde president Biden hem aan als speciaal gezant voor Noord-Ierland.